# اثر بالدوین

اثر بالدوین در مقایسه با نظریه تکامل لامارکیسم، تکامل داروینیسم و همسان‌سازی ژنتیک کنراد هل ودینگتون همه تئوری‌ها توضیح می‌دهند که چگونه موجودات زنده به یک محیط تغییر یافته با تغییرات ارثی تطبیقی پاسخ می‌دهند.

اثر بالدوین (انگلیسی: Baldwin effect) در زیست‌شناسی فرگشتی، اثر بالدوین، یک نظریه فنوتیپ اول تکامل، تأثیر رفتار آموخته‌شده را بر تکامل توصیف می‌کند. جیمز مارک بالدوین و دیگران در طول کسوف داروینیسم در اواخر قرن نوزدهم پیشنهاد شد که توانایی یک موجود زنده برای یادگیری رفتارهای جدید (مانند سازگاری با یک عامل استرس‌زای جدید) بر موفقیت باروری آن تأثیر می‌گذارد و بنابراین بر ساختار ژنتیکی گونه‌های آن از طریق انتخاب طبیعی تأثیر می‌گذارد. اگرچه این روند شبیه به لامارکیسم به نظر می‌رسد، اما این دیدگاه پیشنهاد می‌کند که موجودات زنده ویژگی‌های اکتسابی والدین خود را به ارث برده‌اند. اثر بالدوین چندین بار به‌طور مستقل پیشنهاد شده‌است و امروزه به‌طور کلی به عنوان بخشی از سنتز نوین شناخته می‌شود.